# Entodon conchophyllus
Entodon conchophyllus là một loài Rêu trong họ Entodontaceae. Loài này được Cardot mô tả khoa học đầu tiên năm 1911.